# Gouvernement Renner IV
 (août 2023).
Si vous disposez d'ouvrages ou d'articles de référence ou si vous connaissez des sites web de qualité traitant du thème abordé ici, merci de compléter l'article en donnant les références utiles à sa vérifiabilité et en les liant à la section « Notes et références ».
IIe République d'Autriche
Hitler Figl I
Le gouvernement Renner IV (en allemand : Regierung Renner IV), officiellement gouvernement d'État provisoire (Provisorische Staatsregierung) est le gouvernement de la république d'Autriche entre le 27 avril et le 20 décembre 1945.

## Historique du mandat
Dirigé par l'ancien chancelier d'État socialiste Karl Renner, ce gouvernement est constitué et soutenu par une coalition d'unité nationale entre le Parti socialiste d'Autriche (SPÖ), le Parti populaire autrichien (ÖVP) et le Parti communiste d'Autriche (KPÖ).
Il est formé à la suite de la libération de l'Autriche par les forces militaires des Alliés.
Il succède donc au cabinet allemand du nazi Adolf Hitler en tant qu'autorité politique sur le territoire autrichien, et au gouvernement du nazi Arthur Seyß-Inquart en tant que gouvernement de l'Autriche.

### Formation
Il est constitué juste après que le SPÖ, l'ÖVP et le KPÖ ont proclamé l'indépendance de l'Autriche vis-à-vis du Troisième Reich déliquescent. Il reprend les caractéristiques des gouvernements fondateurs de la Ire République : le chancelier porte le titre de « chancelier d'État », les ministères sont appelés « bureaux d'État » et leurs titulaires exercent la fonction de « secrétaire d'État ». Le chancelier et les trois secrétaires d'État sans portefeuille qui lui sont rattachés exercent collégialement les fonctions vacantes du président fédéral.
Initialement, l'autorité du gouvernement provisoire s'exerce sur la seule zone d'occupation soviétique. Le 11 septembre, le conseil allié institué en juillet autorise Renner à réunir deux semaines plus tard les gouverneurs des Länder. L'autorité de l'exécutif est finalement reconnue pleinement le 9 octobre par les puissances occupantes.

### Succession
Au cours des élections législatives du 25 novembre 1945, le Parti populaire de Leopold Figl devient la première force politique autrichienne et remporte la majorité absolue au Conseil national. Figl décide toutefois de maintenir la coalition d'unité nationale et forme son premier gouvernement.

## Composition

### Initiale (27 avril 1945)
| Fonction                                                                                 | Titulaire | Titulaire        | Parti |
| ---------------------------------------------------------------------------------------- | --------- | ---------------- | ----- |
| Chancelier d'État                                                                        |           | Karl Renner      | SPÖ   |
| Secrétaire d'État sans portefeuille                                                      |           | Leopold Figl     | ÖVP   |
| Secrétaire d'État sans portefeuille                                                      |           | Johann Koplenig  | KPÖ   |
| Secrétaire d'État sans portefeuille                                                      |           | Adolf Schärf     | SPÖ   |
| Secrétaire d'État à l'Intérieur                                                          |           | Franz Honner     | KPÖ   |
| Secrétaire d'État à la Justice                                                           |           | Josef Gerö       | Sans  |
| Secrétaire d'État à l'Éducation et aux Affaires religieuses                              |           | Ernst Fischer    | KPÖ   |
| Secrétaire d'État à la Sécurité sociale                                                  |           | Johann Böhm      | SPÖ   |
| Secrétaire d'État aux Finances                                                           |           | Georg Zimmermann | Sans  |
| Secrétaire d'État à l'Agriculture et aux Forêts                                          |           | Rudolf Buchinger | ÖVP   |
| Secrétaire d'État à l'Industrie, aux Entreprises, au Commerce et aux Transports          |           | Eduard Heinl     | ÖVP   |
| Secrétaire d'État à l'Approvisionnement                                                  |           | Andreas Korp     | SPÖ   |
| Secrétaire d'État aux Travaux publics, à la Transition économique et à la Reconstruction |           | Julius Raab      | ÖVP   |

### Remaniement du (26 septembre 1945)
- Les nouveaux ministres sont indiqués en gras, ceux ayant changé d'attributions en italique.

| Fonction                                                                                 | Titulaire | Titulaire        | Parti |
| ---------------------------------------------------------------------------------------- | --------- | ---------------- | ----- |
| Chancelier d'État                                                                        |           | Karl Renner      | SPÖ   |
| Secrétaire d'État sans portefeuille                                                      |           | Leopold Figl     | ÖVP   |
| Secrétaire d'État sans portefeuille                                                      |           | Johann Koplenig  | KPÖ   |
| Secrétaire d'État sans portefeuille                                                      |           | Adolf Schärf     | SPÖ   |
| Secrétaire d'État à l'Intérieur                                                          |           | Franz Honner     | KPÖ   |
| Secrétaire d'État à la Justice                                                           |           | Josef Gerö       | Sans  |
| Secrétaire d'État à l'Éducation et aux Affaires religieuses                              |           | Ernst Fischer    | KPÖ   |
| Secrétaire d'État à la Sécurité sociale                                                  |           | Johann Böhm      | SPÖ   |
| Secrétaire d'État aux Finances                                                           |           | Georg Zimmermann | Sans  |
| Secrétaire d'État à l'Agriculture et aux Forêts                                          |           | Josef Kraus      | ÖVP   |
| Secrétaire d'État à l'Industrie, aux Entreprises, au Commerce et aux Transports          |           | Eduard Heinl     | ÖVP   |
| Secrétaire d'État à l'Approvisionnement                                                  |           | Andreas Korp     | SPÖ   |
| Secrétaire d'État aux Travaux publics, à la Transition économique et à la Reconstruction |           | Julius Raab      | ÖVP   |
| Secrétaire d'État à la Protection du patrimoine et à la Planification économique         |           | Vinzenz Schumy   | Sans  |